# Pa' otro la'o
Pa' Otro La'o es el álbum debut de estudio del músico dominicano Chichí Peralta y Son Familia, lanzado el 1 de julio de 1997 por Caiman Music.

## Lista de canciones
| N.º | Título           | Escritor(es)                  | Duración |  |
| 1.  | «Amor narcótico» | Jandy Feliz                   | 5:14     |  |
| 2.  | «La ciguapa»     | Jose Duluc                    | 4:32     |  |
| 3.  | «Pa' otro la'o»  | Feliz                         | 4:19     |  |
| 4.  | «Un día más»     | Feliz                         | 6:00     |  |
| 5.  | «Sol de verano»  | Onias Peralta, Chichi Peralta | 5:24     |  |
| 6.  | «Ella tiene»     | Peralta                       | 4:20     |  |
| 7.  | «Procura»        | Feliz                         | 4:30     |  |
| 8.  | «Techno son»     | Peralta                       | 4:12     |  |
| 9.  | «Me enamore»     | Victor del Villar             | 4:20     |  |
| 10. | «Limón con sal»  | Feliz                         | 4:54     |  |

## Músicos
- Chichí Peralta: Maracas, timbal, congas, bongo, campanas, percusión menor, piano, teclados, secuencias y programación de ritmos.
- Jandy Feliz: Voz líder y guitarras
- Pavin Toribio y Manuel Tejada: Bajo
- Francisco Ulloa: Acordeón
- Cusso Cuevas: Contrabajo
- Guarionex Aquino: Percusión menor
- Luisin del Rosario: Saxo tenor y alto
- Luis López y Fermín Cruz: Trompetas
- Johnny "Chocolate" de la Cruz: Timbal y tambora
- José Luis Lora y Rafael Martínez: Güiras
- José Flete: Trombón
- Guarionex Merete: Saxo soprano
- Felipe Sánchez y Orlando Cordero: Teclados
- Juan Francisco Ordóñez: Guitarra
- Freddy Simó: Cuatro venezolano y coros
- Guy Frómeta: Batería
- Roger Zayas, René Geraldino, Henry García, Reinols, San José y Checho: Coros[1]

## Listas
| Listas (1997)              | Máxima posición |
| -------------------------- | --------------- |
| Billboard Top Latin Albums | 33              |
| Billboard Tropical Albums  | 7               |